# Чинте-Тезіно
Чинте-Тезіно (італ. Cinte Tesino) — муніципалітет в Італії, у регіоні Трентіно-Альто-Адідже,  провінція Тренто.
Чинте-Тезіно розташоване на відстані близько 470 км на північ від Рима, 39 км на схід від Тренто.
Населення — 372 особи (2014).

## Демографія
Населення за роками:

Станом на 1 січня 2023 року в муніципалітеті офіційно проживали 44 іноземці з 6 країн, серед них 3 громадяни країн Євросоюзу та 35 громадян України.

## Сусідні муніципалітети
- Каналь-Сан-Бово
- Кастелло-Тезіно
- Гриньо
- Ламон
- Оспедалетто
- П'єве-Тезіно
- Скурелле